# هيثم محمد
هيثم محمد (20 أبريل 1988 -)، ممثل مصري. بدأ التمثيل بسن السادسة من خلال مسلسل قيس وليلى في المدن العربية.

## أعماله الفنية

### من الأفلام
- أسد سيناء 2016
- إنذار بالقتل 1996

### من المسلسلات
- يوميات ونيس 1998 بدور زين زنان
- القاصرات 2013
- ورد وشوك 2012
- مسألة كرامة 2011
- شبرا تي في 2011 - سيت كوم
- شارع عبد العزيز 2011
- الجماعة 2010
- حقيقة الأوهام 2010 - مسلسل اذاعي
- سنوات الحب والملح 2010
- بيت الباشا 2010
- المصراوية (ج2): في الريف والبنادر 2009
- قلب ميت 2008
- عدى النهار 2008
- المصراوية (ج1): الفجر في بشنين 2007
- قلب امرأة 2007
- أحلامك أوامر 2007
- مواطن بدرجة وزير 2006
- حياتي أنت 2006
- أحلام البنات 2005
- رياح الغدر 2005
- مبروك جالك قلق 2005
- عباس الأبيض في اليوم الأسود 2004
- أوراق مصرية (ج3) 2004
- أشرار وطيبين 2004
- رحلة العمر 2003
- حد السكين 2003
- فارس بلا جواد 2002 بدور حافظ
- أين قلبي 2002
- الإمبراطور 2002
- النساء قادمون 2001
- يا رجال العالم اتحدوا 2000
- عفوا حبيبتي 1999
- أم كلثوم 1999
- يوميات ونيس (ج5) 1998
- عوضين وإمبراطوريه عين 1997
- أبناء دهشان 1997
- حواء والتفاحة 1996
- ألف ليلة وليلة: علي بابا والأربعين حرامي 1995
- حكايات مجنونة 1995
- عظمه يا ست 1995
- قيس وليلى في المدن العربية 1994 - فوازير
- اللحن المفقود
- بؤرة نور - سهرة تليفزيونية

## روابط خارجية
- هيثم محمد على موقع IMDb (الإنجليزية)
- هيثم محمد على موقع الدهليز
- هيثم محمد على موقع قاعدة بيانات الأفلام العربية
- هيثم محمد على موقع قاعدة بيانات الأفلام العربية